# Acroncosa
Acroncosa is een geslacht van vlinders van de familie snuitmotten (Pyralidae), uit de onderfamilie Phycitinae.

## Soorten
- A. albiflavella Barnes & McDunnough, 1917
- A. similella Barnes & McDunnough, 1917